# Lista das escolas públicas da Região Norte do Brasil por IDEB de 2011
Esta lista aborda as melhores escolas púbicas da Região Norte do Brasil segundo o IDEB de 2011. A  Região Norte é uma das cinco macrorregiões brasileiras e é composta por sete estados: Acre, Amapá, Amazonas, Pará, Rondônia, Roraima e Tocantins. Seus maiores e mais populosos municípios são Manaus e Belém, que possuem população de 1 861 838 habitantes e 1 403 526 habitantes, respectivamente. O IDEB é o Índice de Desenvolvimento da Educação Básica, um indicador criado pelo governo federal para medir a qualidade do ensino nas escolas públicas.
A lista abaixo relaciona as quinze escolas da Região Norte brasileira com maior pontuação no IDEB. Todas as quinze escolas estão situadas em apenas dois estados da região: Amazonas e Tocantins. Nos primeiros anos do Ensino Fundamental, a maior nota registrada foi no Colégio Estadual Sagrado Coração de Jesus, situado no município de Porto Nacional, no Tocantins. Além de Porto Nacional, as quinze melhores escolas públicas da Região Norte estão localizadas em outros seis municípios: Gurupi e Palmas (TO); e Maués, Eirunepé, Beruri, Parintins e Manaus.

## Anos iniciais do ensino fundamental (1º ao 5º ano)
| Posição | Escola                                          | Rede      | Município      | Estado    | IDEB |
| ------- | ----------------------------------------------- | --------- | -------------- | --------- | ---- |
| 1       | Colégio Sagrado Coração de Jesus                | Estadual  | Porto Nacional | Tocantins | 8,2  |
| 2       | Escola Municipal Beatriz Rodrigues da Silva     | Municipal | Palmas         | Tocantins | 8    |
| 3       | Escola Municipal Paulo Freire                   | Municipal | Palmas         | Tocantins | 7,6  |
| 5       | Eduncandário Evangélico Ebenezer                | Estadual  | Gurupi         | Tocantins | 7,3  |
| 6       | Escola Estadual São Pedro                       | Estadual  | Maués          | Amazonas  | 7,2  |
| 7       | Colégio Bernardo Sayão de Gurupi                | Estadual  | Gurupi         | Tocantins | 7,2  |
| 8       | Escola Municipal Olga Benário                   | Municipal | Palmas         | Tocantins | 7,2  |
| 9       | Escola Estadual Dom Bosco                       | Estadual  | Eirunepé       | Amazonas  | 7,1  |
| 10      | Escola Municipal Anne Frank                     | Municipal | Palmas         | Tocantins | 7,1  |
| 11      | Escola Estadual de Tempo Integral Helena Araújo | Estadual  | Manaus         | Amazonas  | 7,0  |
| 12      | Escola Estadual Nossa Senhora das Graças        | Estadual  | Manaus         | Amazonas  | 7,0  |
| 13      | Colégio Militar da Polícia Militar              | Estadual  | Manaus         | Amazonas  | 6,9  |
| 14      | Escola Estadual Getúlio Vargas                  | Estadual  | Beruri         | Amazonas  | 6,8  |
| 15      | Escola Estadual Nossa Senhora do Carmo          | Estadual  | Parintins      | Amazonas  | 6,6  |

## Anos finais do ensino fundamental (6º ao 9º ano)
| Posição | Escola                                                  | Rede      | Município       | Estado    | IDEB |
| ------- | ------------------------------------------------------- | --------- | --------------- | --------- | ---- |
| 1       | Colégio Sagrado Coração de Jesus                        | Estadual  | Porto Nacional  | Tocantins | 6,6  |
| 2       | Escola Estadual de Tempo Integral Marcantônio Vilaça II | Estadual  | Manaus          | Amazonas  | 6,4  |
| 3       | Eduncandário Evangélico Ebenézer                        | Estadual  | Gurupi          | Tocantins | 6,3  |
| 5       | Escola Municipal Olga Benário                           | Municipal | Palmas          | Tocantins | 6,3  |
| 6       | Colégio Militar de Manaus                               | Federal   | Manaus          | Amazonas  | 6,2  |
| 7       | Escola Estadual Professor Djalma da Cunha Batista       | Estadual  | Manaus          | Amazonas  | 6,1  |
| 8       | Escola Estadual Euclides Corrêa Vieira                  | Estadual  | Beruri          | Amazonas  | 5,9  |
| 9       | Colégio Militar da Polícia Militar                      | Estadual  | Manaus          | Amazonas  | 5,9  |
| 10      | Escola Estadual Balbiba Mestrinho                       | Estadual  | Novo Airão      | Amazonas  | 5,9  |
| 11      | Colégio de Aplicação da Universidade Federal de Roraima | Federal   | Boa Vista       | Roraima   | 5,9  |
| 12      | Escola Estadual Professor Chagas Matos                  | Estadual  | Envira          | Amazonas  | 5,8  |
| 13      | Escola Municipal de Tempo Integral Vinícius de Moraes   | Municipal | Palmas          | Amazonas  | 5,8  |
| 14      | Escola Municipal Henrique Talone Pinheiro               | Municipal | Palmas          | Tocantins | 5,8  |
| 15      | Escola Presbiteriana de Cruzeiro do Sul                 | Estadual  | Cruzeiro do Sul | Acre      | 5,7  |